# SEPECAT

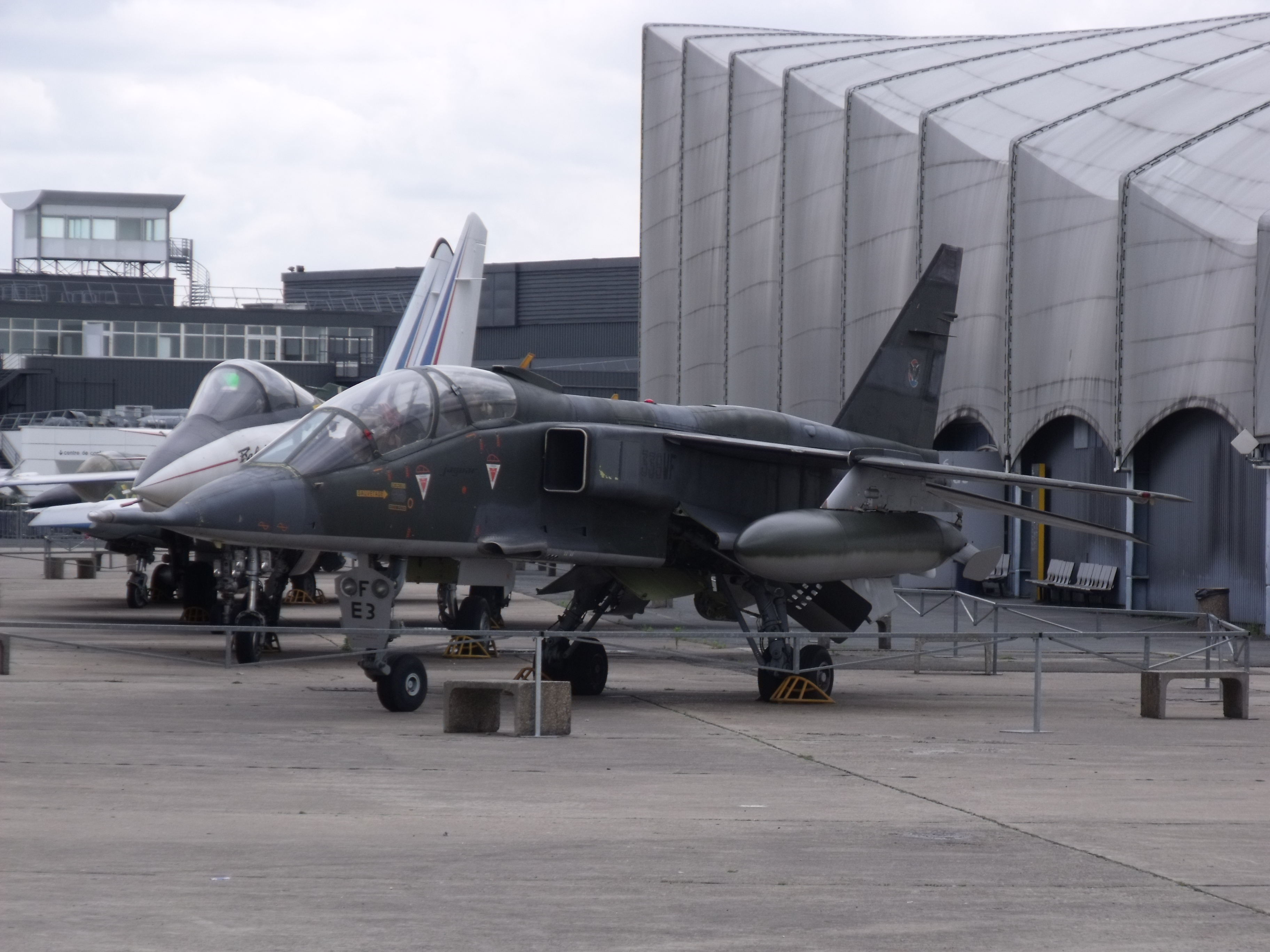
Sepecat Jaguar E au Musée de l'Air et de l'Espace

La SEPECAT est une société franco-anglaise créée en mai 1966 pour concevoir et construire l'avion militaire Jaguar.
Son nom est l'acronyme de Société Européenne de Production de l'avion Ecole de Combat et d'Appui Tactique.
C'est une société anonyme de droit français, dont une moitié des parts appartient au constructeur aéronautique français Breguet (racheté en juin 1967 par Dassault Aviation) et l'autre moitié au constructeur anglais British Aircraft Corporation (BAC, fusionné en 1977 dans British Aerospace).

## Avions produits
- SEPECAT Jaguar